# Lophochernes bicarinatus
Lophochernes bicarinatus är en spindeldjursart som beskrevs av Simon 1878. Lophochernes bicarinatus ingår i släktet Lophochernes och familjen tvåögonklokrypare. Inga underarter finns listade i Catalogue of Life.